# Thryssa dayi
Thryssa dayi is een straalvinnige vis uit de familie van ansjovissen (Engraulidae) en behoort derhalve tot de orde van haringachtigen (Clupeiformes). De vis kan een lengte bereiken van 21 centimeter. 

## Leefomgeving
Thryssa dayi is een zoutwatervis. De vis prefereert een tropisch klimaat en leeft hoofdzakelijk in de Indische Oceaan.

## Relatie tot de mens
In de hengelsport wordt er weinig op de vis gejaagd. 